# SwissFriends
SwissFriends gehört neben FriendScout24 und Meetic Group zu den größten Schweizer Online-Dating-Plattformen für Singles. Die Singlebörse existiert seit 1999 und wird zurzeit von der Schweizer Aktiengesellschaft P2b mit Sitz in Lausanne betrieben.

## Zahlen und Fakten
Im Jahr 2009 wurde Swissfriends zu einer der größten Schweizer Singlebörsen, durch die Übernahme der Mitglieder von Partnerwinner. Aktuell verzeichnet die Plattform, nach eigenen Angaben, 200.000 aktive Mitglieder. Seit Gründung wurden insgesamt 800.000 Mitglieder gezählt. Der Frauenanteil übersteigt 40 Prozent. Die meisten Mitglieder sind zwischen 31 und 50 Jahre alt.
Swissfriends ist eine rein schweizerische Dating-Agentur, verfügbar in drei Amtssprachen der Schweiz (Deutsch, Französisch, Italienisch) und in Englisch. Sie akzeptiert nur Mitglieder aus der Schweiz und angrenzenden Regionen. Die Profile der neuen Mitglieder werden Handgeprüft und die verdächtigen Profile gelöscht.

## Mitgliedschaft und Preise
Die Anmeldung auf der Plattform ist kostenlos, jedoch können die Benutzer nicht alle Funktionen nutzen. Zu den Gratis-Leistungen gehören: die Suchfunktion und Ansicht der Profile. Für aktive Kommunikation mit anderen Singles muss eine kostenpflichtige Mitgliedschaft abgeschlossen werden.

## Kritik
Wegen der Konzentration der Plattform ausschließlich auf Schweizer Regionen und Prüfung der Neumitglieder, gibt es bei Swissfriends nur wenige gefälschte Anmeldungen. Dennoch waren nicht alle angebotenen Funktionen der Plattform ein Erfolg. Der im Jahr 2009 eingeführte und von den Machern viel angepriesener Chemistry-Check hat sich als Flop erwiesen. Die Mitglieder konnten einen Geruchstest machen und bekamen Partnervorschläge, bei denen angeblich die Chemie stimmt. Dieser Test wurde eingestellt.